# Lapidaria
Lapidaria (Dinter & Schwantes; укр. Лапідарія) — монотиповий рід багаторічних високосукулентних рослин з родини аїзових (Aizoaceae) або мезембріантемових (Mesembryanthemaceae). Побутова назва — «живі камінці» (так називають також літопси, плейоспілоси, дінтерантуси, аргіродерми, конофітуми та деякі інші мезембріантемові). До складу роду входить єдиний вид Lapidaria margaretae.

## Етимлогія

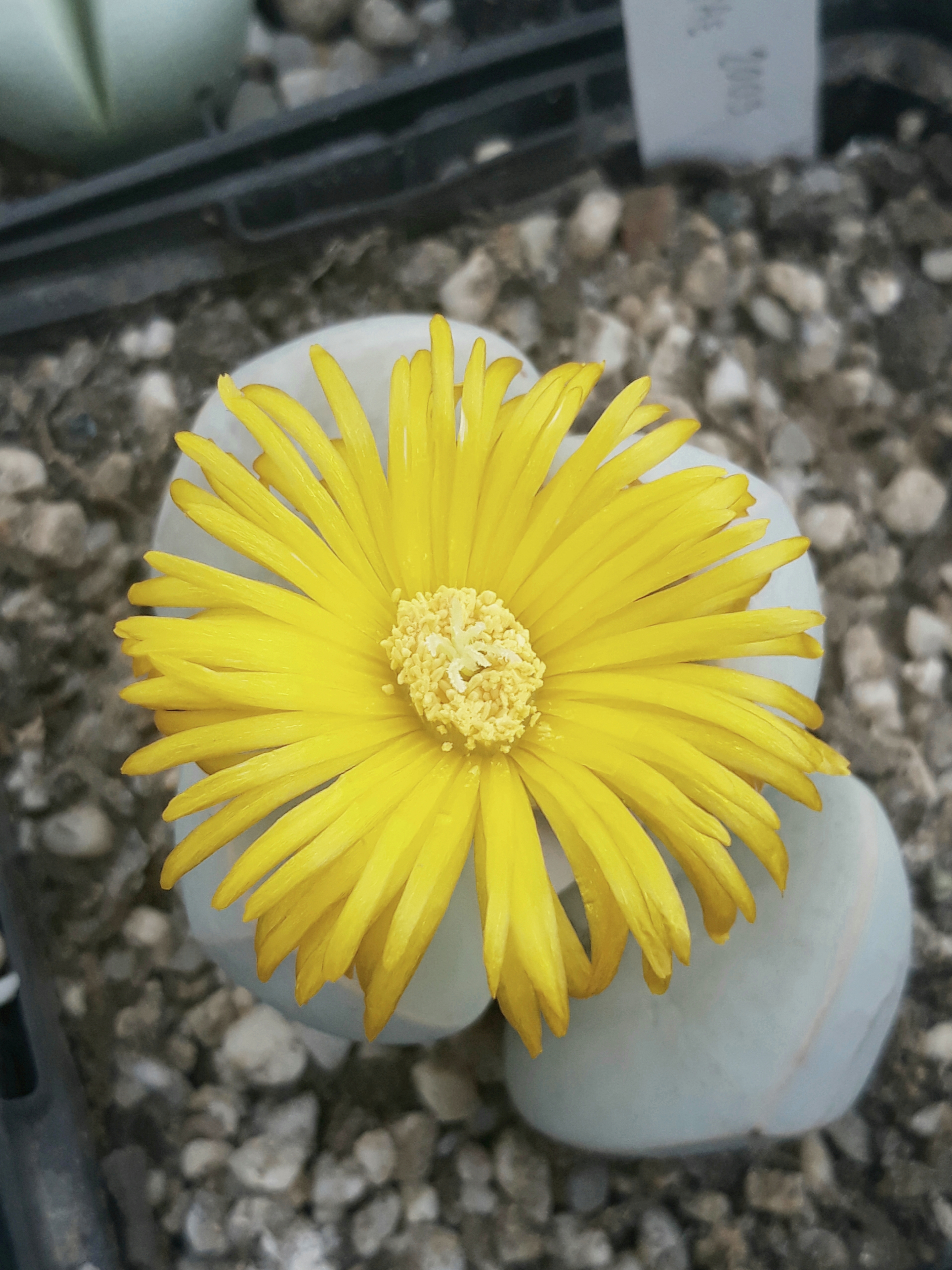
Lapidaria квітне

Назва роду походить від лат. lapis — «камінь».

## Морфологічні ознаки

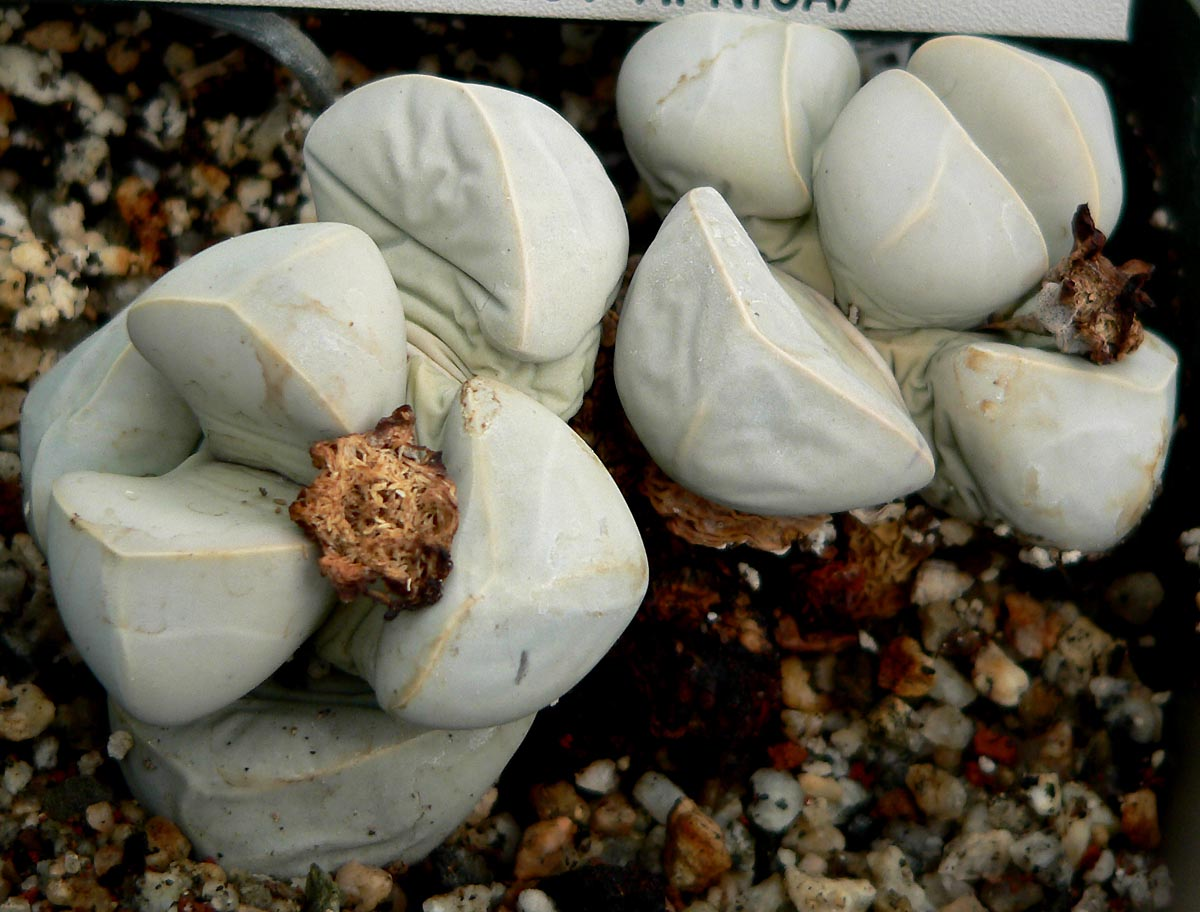
Lapidaria margaretae в Ботанічному саду Каліфорнійського університету

Безстебловий сукулент щонайменше з 2-3 парами кам'янистоподібного листя (в культурі більше), з 1-3 гілками (рідко утворює кущі). Листя округло-трикутне, таке ж товсте, як і широке, краї тверді та помітні, зазвичай сіро-білі або рожеві біля основи, решта листя блідіша. Міжвузля короткі, наступні листки торкаються та підтримують одне одного біля основи, що призводить до утворення компактних головок. Квіти поодинокі, утворюються восени, 5 см завширшки, з золотисто-жовтими пелюстками, пізніше білими біля основи, 300—500 тичинок, переважно прямостоячих у центрі.

## Систематика

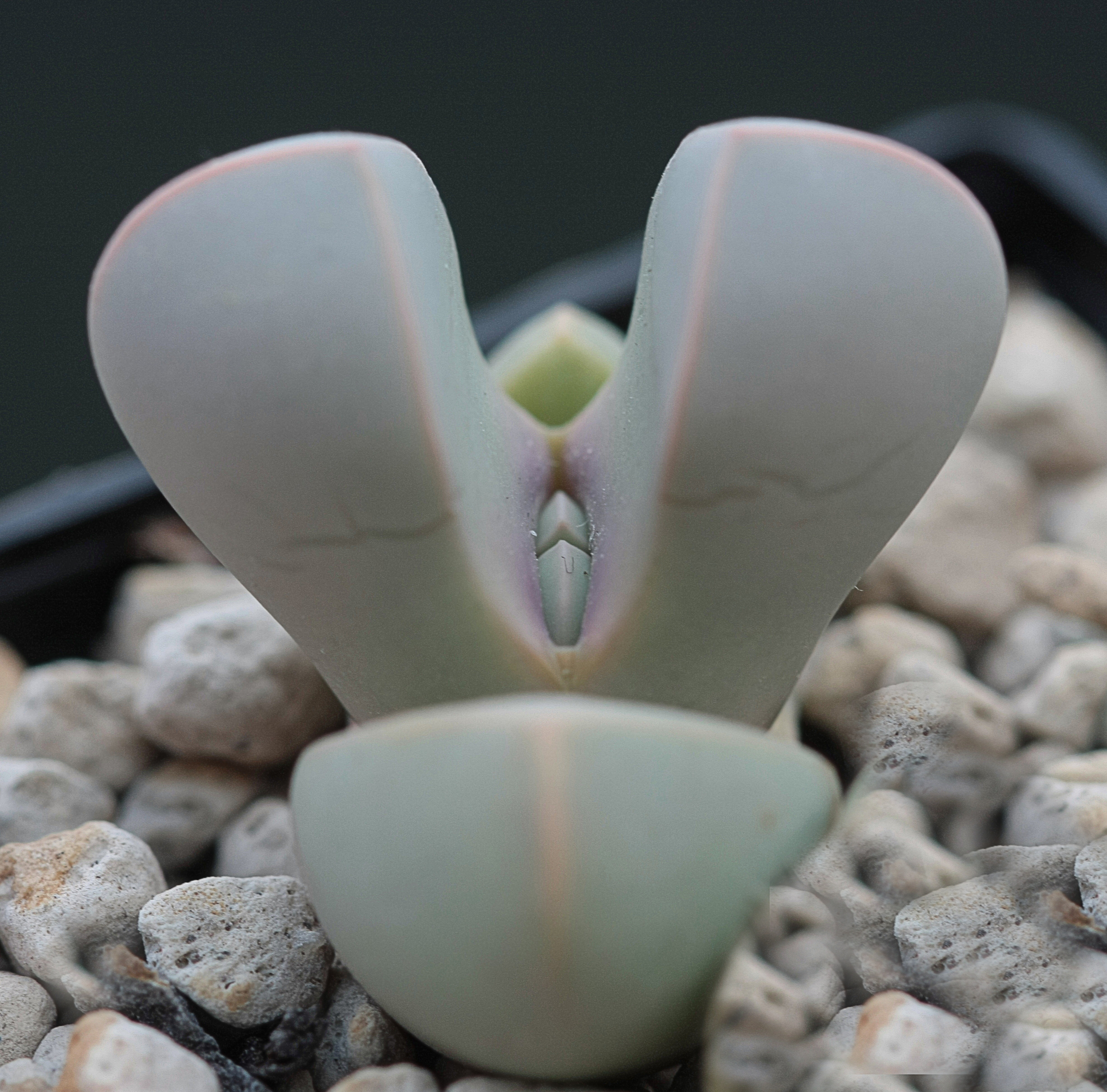

Lapidaria — це монотипний рід, який деякі автори включають до роду Aryroderma через тверде сірувате листя, але Lapidaria чітко відрізняється від інших аргіродерм прямостоячим кільцем тичинок.

## Поширення
Зустрічається в Південній Намібії та Північнокапській провінції (Південно-Африканська Республіка). Відомий з 5 до 15 субпопуляцій та місць проживання.

## Догляд та утримання

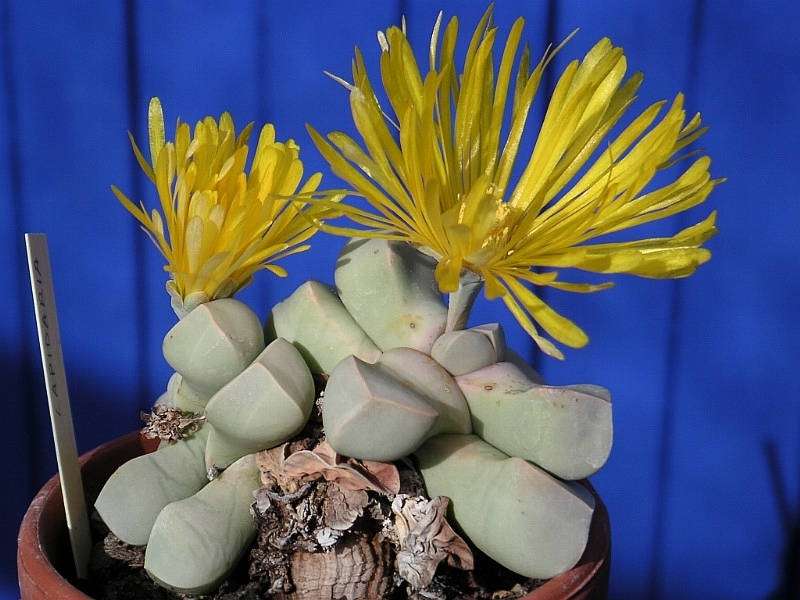
Lapidaria в культурі

Ці рослини відносно не складні в культурі. Вирощують на зернистому та добре дренованому ґрунті. Необхідне повне яскраве сонячне світло протягом року. У дуже спекотну погоду переходять в стан спокою, особливо коли ночі залишаються дуже теплими в найспекотніші кілька місяців літа, і їх майже не слід поливати в цей час. Краще затінити їх у найспекотнішу погоду. Активний період вегетації восени, а також навесні. Взимку, зазвичай, не ростуть, але можуть, якщо будуть розташовані на дуже сонячному місці, можливо, в приміщенні. Полив протягом вегетаційного періоду приблизно раз на один-два тижні (залежно від вологості повітря), як кактуси, рослинам слід дати добре стекти та повністю висохнути, перш ніж знову поливати. Слід уникати надмірного зволоження, оскільки рослини можуть тріснути і розколотися протягом дня або двох, якщо дати їй забагато води. Хоча розкол, звичайно, спотворює рослину, це не є великою проблемою, оскільки наступного сезону, коли старі листя зів'януть, нові виростуть чистими та бездоганними. Слід дуже обережно поливати взимку, оскільки рослина може дуже сильно витягнутися через брак сонця.
Розмножується насінням а також вегетативно — підв'яленими листовими живцями.

## Охорона
Рослина занесена до Червоного списку рослин Південно-Африканської Республіки. Статус — найменше занепокоєння.